# 呉江浩

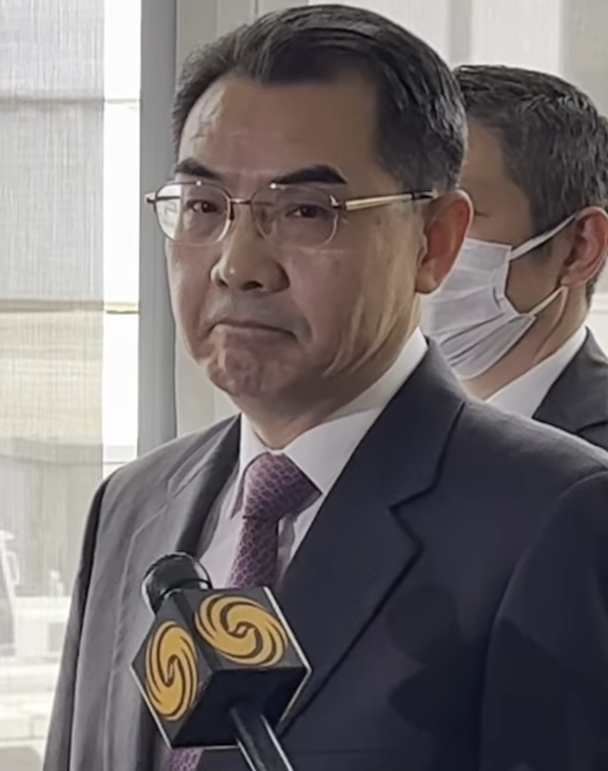
呉江浩

呉 江浩（ご こうこう、簡体字中国語: 吴江浩、拼音: wú jiānghào、ウー ジャンハオ、1963年9月 - ）は、中華人民共和国の外交官で、現駐日中国大使。湖南省桃源県出身。北京外交人員服務局出身で、元駐スリランカ大使。

## 経歴

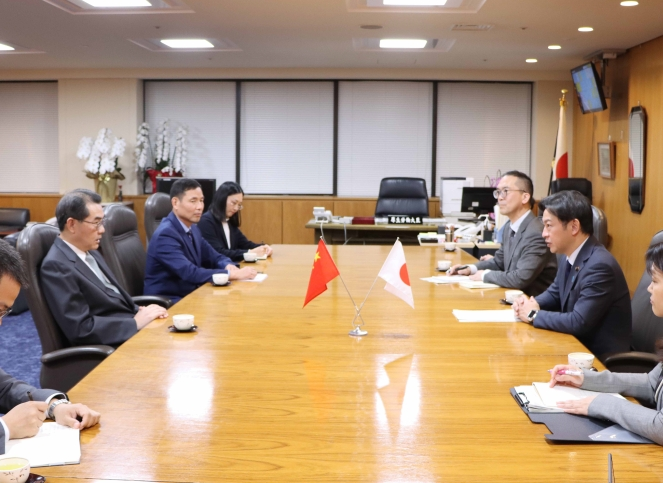
厚生労働大臣である福岡資麿との会談（2024年12月）

上海外国語大学の日本語専業（日本語学科）を卒業。既婚。
2023年8月に岡野正敬外務次官は呉江浩を呼び、福島第一原発の処理水の海洋放出開始後、中国からとみられる嫌がらせ電話などの迷惑行為が日本国内で相次いでいることについて抗議した。なお、中国の原発は、日本を含む周辺国への説明や事前承諾なしに福島第一原発の処理水の約6.5倍の放射性物質トリチウムを放出している。
2024年1月にも駐日中華人民共和国大使館の報道官は日本外相の上川陽子が台湾の総統選で勝利した頼清徳候補に祝意を表したことに対し、「中国の内政を深刻に干渉した」と主張して反発し、中国として「強い不満と断固とした反対」を表明し、日本側に抗議をした。
2024年9月の深圳日本人男児刺殺事件に際しては、深い哀悼の意を表明した。

### 「火の中」発言
2024年5月20日、東京都内の在日本中国大使館で開いた台湾問題に関する「座談会」で、「日本という国が中国分裂を企てる戦車に縛られてしまえば、日本の民衆は火の中に連れ込まれることになる」と発言し話題となった。外務事務次官の岡野正敬は呉本人に直接抗議し、外務大臣の上川陽子はこの発言に対し極めて不適切だと衆議院外務委員会で述べた。その一方で、同じ委員会で出た、呉をペルソナ・ノン・グラータに該当する者として国外追放すべきではないかという質問に対し、上川は回答を差し控えると述べた。その後、官房長官の林芳正も同月22日の記者会見でこの発言に抗議した。